# Solennità della Santissima Trinità
La solennità della Santissima Trinità (spesso indicata semplicemente come Santissima Trinità, o SS. Trinità) è una solennità mobile dell'anno liturgico della Chiesa cattolica.
La ricorrenza nel rito romano cade la domenica successiva alla Pentecoste e dunque dopo il Tempo pasquale.
Il suo colore liturgico è il bianco, colore che altresì esprime la letizia della Chiesa nel celebrare la semplicità e la purezza dell'essenza divina.
La collocazione della solennità della Santissima Trinità subito dopo quella della Pentecoste, memoriale della discesa dello Spirito Santo sugli apostoli, si può spiegare:
- con il fatto che il Vangelo di Matteo si chiude proprio con l'esortazione del Risorto alla missione evangelizzatrice nel segno della Trinità:

- o con la considerazione che, essendo la Trinità completamente rivelata con la discesa dello Spirito Santo sugli apostoli nel giorno di Pentecoste, la stessa Trinità possa essere finalmente celebrata.

In quest'ultimo senso è la Pentecoste che permette la celebrazione della Santissima Trinità: questa finalità della Pentecoste è ampiamente riconosciuta nell'incipit del numero 732 del Catechismo della Chiesa cattolica: "In questo giorno è pienamente rivelata la Trinità Santa."

## La storia
Il dogma trinitario era già stato codificato implicitamente nella Chiesa sin dall'epoca del Simbolo apostolico, risalente al più tardi al IV secolo:
Ciononostante, fino all'VIII secolo la Chiesa non celebrò nessuna ricorrenza specifica in onore della Trinità; d'altra parte, l'esistenza del Dio trino e unico veniva riconosciuta, ricordata e celebrata continuamente, anche soltanto con il segno della croce.
La prima testimonianza in merito viene dal monaco Alcuino di York, che decise la redazione di una Messa votiva in onore del mistero della Santissima Trinità, a quanto pare, in comunità d'intenti con San Bonifacio, apostolo della Germania. Tale Messa era però soltanto un fatto privato, un ausilio alla devozione personale, almeno fino al 1022, in cui fu riconosciuta ufficialmente dal Concilio di Seligenstadt.
Nel 920, intanto, Stefano vescovo di Liegi aveva istituito nella sua diocesi una festa dedicata alla Santissima Trinità, grazie all'autonomia allora concessa ai vescovi, per cui non spettava esclusivamente alla Santa Sede istituire nuove feste; per questa celebrazione aveva fatto comporre un ufficio liturgico. Il suo successore, Richiero, mantenne tale festività, che andò col tempo diffondendosi, grazie anche all'appoggio dell'Ordine monastico, in particolare di Bernone, abate di Reichenau agli inizi dell'XI secolo, tanto che un documento del 1091 dell'abbazia di Cluny attesta che la sua celebrazione era ormai ben radicata.
Nella seconda metà dell'XI secolo, papa Alessandro II espresse il suo giudizio su questa festa: pur rilevando la sua ampia diffusione, non la ritenne obbligatoria per la Chiesa universale, per il fatto che «ogni giorno l'adorabile Trinità è senza posa invocata con la ripetizione delle parole: Gloria Patri et Filio et Spiritui Sancto, e in tante altre formule di lode».
Nonostante ciò, la festa proseguì nella sua diffusione sia in Inghilterra, per opera di san Tommaso di Canterbury, sia in Francia, grazie anche all'ordine cistercense, tanto che, agli inizi del Duecento, l'abate Ruperto di Deutz afferma:
(Ruperto abate, Dei divini Uffici, I, XII, c. I)
Visto il riconoscimento de facto di tale festività in tanta parte della Chiesa, nel 1334 un decreto di papa Giovanni XXII sancì che la Chiesa cattolica accettava la festa della Santissima Trinità e la estendeva a tutte le Chiese locali, collocandola nella prima domenica dopo Pentecoste.
Nonostante il legame con la Pentecoste, la Solennità della Trinità non ha mai fatto parte del Tempo pasquale. Nel messale di Giovanni XXIII il Tempo pasquale termina dopo la Messa del sabato dopo Pentecoste, il cosiddetto "Sabbato Quatuor Temporum Pentecostes". Questa Messa ha una forma lunga e una breve; dopo la forma breve, il Messale recita: Post Missam exspirat tempus paschale (dopo la Messa termina il tempo pasquale). Per la precisione il tempo pasquale finiva all'ora nona del detto sabato, come attestato alla lettera c) del n. 76 delle Rubriche generali del Messale. Lo stesso Messale colloca la festa della Santissima Trinità all'inizio del Tempus per Annum Post Pentecosten (tempo fra l'anno dopo Pentecoste).
Con l'introduzione del Missale Romanum di Paolo VI, nel 1970, si preferì ripristinare la durata del tempo pasquale nei 50 giorni attestati biblicamente: il primo giorno del Tempo per annum dopo Pentecoste diventava così il lunedì dopo Pentecoste, mentre la solennità della Trinità rimaneva collocata alla prima domenica dopo la Pentecoste.

## La celebrazione eucaristica nel rito romano
Le letture di questa solennità, per il rito romano, sono le seguenti:
- Anno A:

| Prima lettura   | Libro dell'Esodo (34,4-6.8-9)         |
| Seconda lettura | Seconda lettera ai Corinzi (13,11-13) |
| Vangelo         | Vangelo secondo Giovanni (3,16-18)    |

- Anno B:

| Prima lettura   | Libro del Deuteronomio (4,32-40)  |
| Seconda lettura | Lettera ai Romani (8,14-17)       |
| Vangelo         | Vangelo secondo Matteo (28,16-20) |

- Anno C

| Prima lettura   | Libro dei Proverbi (8,22-31)        |
| Seconda lettura | Lettera ai Romani (5,1-5)           |
| Vangelo         | Vangelo secondo Giovanni (16,12-15) |

Le letture di questa solennità, per la celebrazione precedente la riforma liturgica, sono le seguenti:
| Epistola | Lettera ai Romani (11,33-36)      |
| Vangelo  | Vangelo secondo Matteo (28,18-20) |